# 卡斯滕·瓦霍尔姆
卡斯滕·瓦霍尔姆（挪威語：Karsten Warholm，1996年2月28日—），挪威男子田径运动员，专项为短跑和跨栏。他赢得了2017年、2019和2023年世界田径锦标赛400公尺跨欄的金牌。他在青年时期参加了八项全能比赛，在2013年世界青少年田径锦标赛上获得金牌。2020年8月14日，沃霍爾在國際田聯鑽石聯賽摩納哥站男子400米栏比赛創造賽會記錄。2021年7月1日，沃霍爾在國際田聯鑽石聯賽奥斯陆站男子400米栏比赛創造世界記錄。同年8月3日，他在2020年夏季奧林匹克運動會男子400米跨欄比賽上以破世界紀錄的成績獲得金牌。